# Piraí Rio
Piraí Rio är ett vattendrag i Brasilien.   Det ligger i kommunen Barra do Piraí och delstaten Rio de Janeiro, i den sydöstra delen av landet, 900 km sydost om huvudstaden Brasília.
Omgivningarna runt Piraí Rio är huvudsakligen savann. Runt Piraí Rio är det ganska tätbefolkat, med 222 invånare per kvadratkilometer.